# Braniștea (Mehedinți)
Braniștea é uma comuna romena localizada no distrito de Mehedinți, na região de Oltênia. A comuna possui uma área de 31.18 km² e sua população era de 2031 habitantes segundo o censo de 2007.